# Caserna General Terrestre d'Alta Disponibilitat
La Caserna General Terrestre d'Alta Disponibilitat (CGTAD) és un dels quatre òrgans que integren la Força del Exèrcit de Terra d'Espanya i el seu comandament de primer nivell, conforme a la Instrucció 7/2016 per la qual es desenvolupa l'organització de l'Exèrcit de Terra. La seva finalitat més important consisteix a estar preparat per actuar amb caràcter immediat com a estructura de comandament en aquelles operacions militars en les quals sigui requerit, conforme a la doctrina militar nacional o internacional. Aquesta Caserna General, de nivell cos d'exèrcit, està a la disposició de l'OTAN sota la modalitat que s'estableixi en acords i memoràndums corresponents, amb la possibilitat de comptar amb la participació voluntària d'efectius pertanyents a forces armades d'altres països aliats. Encara que té el seu antecedent en una Força de Desplegament Ràpid de l'OTAN creada l'any 2000, la caserna pròpiament dita va ser establerta quatre anys més tard en virtut del Reial decret 2015/2004, d'11 d'octubre. El CGTAD té la seu en la Caserna de Sant Domènec de València. La seva prefectura l'exerceix un tinent general.

## Descripció
La Caserna General Terrestre d'Alta Disponibilitat adquireix la condició de caserna general internacional quan es troba al servei de l'OTAN. Compta amb la presència de militars de diversos països de l'Aliança sota la denominació de «Headquarters NAT Rapid Deployable Corps-Spain», HQ NRDC-SP o HQ NRDC-ESP (Caserna General de Cos d'Exèrcit de Desplegament Ràpid de l'Aliança Atlàntica-Espanya). Es troba a la Base Jaume I, a Bétera (Camp de Túria).

Escut de la Caserna General Internacional

Guió del CGTAD. Caserna Internacional

El CGTAD disposa dels elements de suport necessaris requerits per la legislació espanyola, el Conveni dels Estats del Tractat de l'Atlántic Nord quant a l'Estatut de les seves Forces, SOFA (Status of Forces Agreement en anglès), i els acords complementaris d'aquest últim. Aquests elements de suport funcionalment depenen de l'Oficina d'Aplicació del SOFA de la Direcció general de Política de Defensa.

## Funcions
Les funcions de la Caserna General Terrestre d'Alta Disponibilitat són:
- Organitzar-se i entrenar-se com a caserna general de cos d'exèrcit i com mano component terrestre d'aquest nivell.
- Col·laborar en l'organització, trasllat i realització de les tasques requerides per les missions permanents assignades.
- Cooperar en el planejament, conducció i execució de les operacions, plans operatius i exercicis que tingui encomanats.
- Preparar les seves unitats i generar els comandaments i forces necessaris per a l'estructura operativa de les Forces Armades Espanyoles.

El HQ NRDC-SP/HQ NRDC-ESP pot actuar sota quatre modalitats:
1. Comandament Component Terrestre
2. Caserna General de Cos d'Exèrcit
3. Comandament Component Terrestre d'una NRF (Força de Resposta de l'OTAN)
4. Comandament conjunt d'una operació eminentment terrestre (JTF(L) HQ)

Països participants (HQ NRDC-SP/HQ NRDC-ESP):
- Alemanya
- Espanya
- Estats Units
- França
- Grècia
- Itàlia
- Polònia
- Portugal
- Regne Unit
- Turquia